# Lunsemfwa
Der Lunsemfwa ist ein Fluss in der Zentralprovinz von Sambia und ein Nebenfluss des Luangwa.

## Verlauf
Er entspringt nahe der Grenze zur Demokratischen Republik Kongo am südöstlichsten Zipfel des Katanga-Sporns im Muchinga-Gebirge. Er fließt nach Süden, wird durch den Mita-Hill-Damm, gebaut in den 1950er Jahren, zur Stromgewinnung gestaut, stürzt weiter über den Muchinga-Steilhang und von dort nach Osten. Mit dem Lukusashi bildet er im Luanotal den mächtigsten Nebenfluss des Luangwa.
Der Fluss ist unter Anglern wegen seiner großen Bestände an Tigersalmlern sehr beliebt, die bis zu 15 kg schwer werden können.

## Hydrologie
Die Abflussmenge des Flusses wurde an der Mündung des Lukusashi bei gut der Hälfte des Einzugsgebiets in m³/s gemessen.